# 拉步掠蛛
拉步掠蛛（学名：Drassodes lapsus）为平腹蛛科掠蛛属的动物。在中国大陆，分布于北部等地。